# Mercedes Castro
Mercedes Castro Díaz (Ferrol, La Coruña, España, 1972) es una escritora española.

## Biografía
Se licenció en Derecho por la Universidad Autónoma de Madrid y se desempeñó como editora de libros.
Tardó nueve años en escribir su primera novela, Y punto. (2008, Alfaguara), una obra que obtuvo una treintena de críticas elogiosas y que la autora no considera como policíaca sino que prefiere que se englobe dentro de la narrativa contemporánea, sin adscripción a un género concreto. Esta novela fue distinguida como «Mejor Ópera Prima en lengua española» por el Festival de Primera Novela de Chambéry (Francia).
Su segunda novela, Mantis (2010, Alfaguara), publicada dos años más tarde, es una obra de suspense que mezcla la intriga psicológica y la novela gótica. Fue incluida en la lista de las 10 mejores novelas del año por el crítico literario Ricardo Senabre para el suplemento El Cultural del diario El Mundo.
Entre sus ediciones literarias firmadas destacan una edición crítica de la obra de Benito Pérez Galdós, Trafalgar (2001), y la Antología poética de Rosalía de Castro (2004), primera antología bilingüe castellano-gallego publicada sobre esta autora. Su primera obra editada fue el poemario La niña en rebajas (2001).
Reside en la ciudad de Madrid.

## Obra

### Novela
- Y punto. (2008, Alfaguara)[6]
- Mantis (2010, Alfaguara)

### Ediciones críticas
- Trafalgar, de Benito Pérez Galdós (2001, Edaf), edición y prólogo.[7]
- Antología poética de Rosalía de Castro (2004, Edaf), edición bilingüe y traducción (gallego-castellano).[8]

### Poesía
- La niña en rebajas (2001, Sociedad de Cultura Valle-Inclán de Ferrol), poemario.

### Web y blog oficial
- Biografía en la página de Alfaguara
- Blog de Mercedes Castro

### Entrevistas
- "La vida cotidiana en la novela policíaca", diario El País.
- "La escritora ha cosechado grandes elogios de la crítica con su primera novela", Entrevistas digitales en elpais.com.
- Entrevista en la Cadena Ser a Mercedes Castro, que nos presenta su novela Y punto. Archivado el 9 de abril de 2008 en Wayback Machine., web de la Cadena Ser.